# Aeschynite-(Ce)
L'aeschynite- è un minerale radioattivo, appartenente al gruppo dell'aeschynite e contenente torio.

## Etimologia
Il nome del minerale fu scelto da Berzelius da una parola derivante "vergogna" alludendo all'incapacità della scienza del XIX secolo di estrarre i vari elementi dal minerale.
Sinonimi: eschynite.

## Abito cristallino
Ortorombico, prismatico.

## Origine e giacitura
In rocce nefelino-sienitiche o anche in pegmatiti associato alle sieniti nefeliniche o a feldspatoidi o nelle fessure alpine.

## Forma in cui si presenta in natura
Aciculare, massivo. In cristalli prismatici, talora in schegge sottili trasparenti.

## Località di ritrovamento
Ad Hitterö, in Norvegia; nei Monti Ilmen e nei Monti Vishnevye, in Russia; a Bayun-Oho in Cina.

## Caratteristiche chimico-fisiche
- Massa molecolare: 305,70 [2][3]
- Fluorescenza: assente[3]
- Magnetismo: assente[2]
- Volume di unità di cella: 445,72[1]-448,9[2] Å³
- Molecole per unità di cella: 4[2]
- Indice di rifrazione: 2,26[4]
- Indice di elettroni: 4,17 g/cm³[3]
- Indici quantici[3]:
  - Fermioni: 0,03
  - Bosoni: 0,97
- Indici di fotoelettricità[3]:
  - PE: 154,95 barn/elettroni
  - ρ:646,77 barn/cm³
- Indice di radioattività GRapi: 27'088 (concentrazione del minerale per unità GRapi: 36,92, il minerale risulta, come definito dal 49 CFR 173.403, radioattivo con una radioattività maggiore di 70 becquerel/grammo)[3] La radioattività è dovuta al contenuto di torio.